# Sjerogošte
Sjerogošte (cyr. Сјерогоште) – wieś w Czarnogórze, w gminie Kolašin. W 2011 roku liczyła 64 mieszkańców.